# Hugier
Hugier est une commune française située dans le département de la Haute-Saône, la région culturelle et historique de Franche-Comté et la région administrative Bourgogne-Franche-Comté.

## Géographie

### Climat
Pour des articles plus généraux, voir Climat de la Bourgogne-Franche-Comté et Climat de la Haute-Saône.
En 2010, le climat de la commune est de type climat des marges montargnardes, selon une étude du Centre national de la recherche scientifique s'appuyant sur une série de données couvrant la période 1971-2000. En 2020, Météo-France publie une typologie des climats de la France métropolitaine dans laquelle la commune est exposée à un climat semi-continental et est dans la région climatique  Lorraine, plateau de Langres, Morvan, caractérisée par un hiver rude (1,5 °C), des vents modérés et des brouillards fréquents en automne et hiver. 
Pour la période 1971-2000, la température annuelle moyenne est de 10,5 °C, avec une amplitude thermique annuelle de 17,7 °C. Le cumul annuel moyen de précipitations est de 952 mm, avec 12,9 jours de précipitations en janvier et 9 jours en juillet. Pour la période 1991-2020, la température moyenne annuelle observée sur la station météorologique de Météo-France la plus proche, « Cugney », sur la commune de Cugney à 6 km à vol d'oiseau, est de 11,2 °C et le cumul annuel moyen de précipitations est de 958,2 mm. 
La température maximale relevée sur cette station est de 40 °C, atteinte le 31 juillet 2020 ; la température minimale est de −17 °C, atteinte le 20 décembre 2009,,. 
Les paramètres climatiques de la commune ont été estimés pour le milieu du siècle (2041-2070) selon différents scénarios d'émission de gaz à effet de serre à partir des nouvelles projections climatiques de référence DRIAS-2020. Ils sont consultables sur un site dédié publié par Météo-France en novembre 2022.

## Urbanisme

### Typologie
Au 1er janvier 2024, Hugier est catégorisée commune rurale à habitat dispersé, selon la nouvelle grille communale de densité à sept niveaux définie par l'Insee en 2022.
Elle est située hors unité urbaine. Par ailleurs la commune fait partie de l'aire d'attraction de Besançon, dont elle est une commune de la couronne,. Cette aire, qui regroupe 310 communes, est catégorisée dans les aires de 200 000 à moins de 700 000 habitants,.

### Occupation des sols
L'occupation des sols de la commune, telle qu'elle ressort de la base de données européenne d’occupation biophysique des sols Corine Land Cover (CLC), est marquée par l'importance des territoires agricoles (73,5 % en 2018), une proportion identique à celle de 1990 (73,5 %). La répartition détaillée en 2018 est la suivante : 
terres arables (47,8 %), prairies (25,8 %), forêts (22,9 %), zones urbanisées (3,6 %). L'évolution de l’occupation des sols de la commune et de ses infrastructures peut être observée sur les différentes représentations cartographiques du territoire : la carte de Cassini (XVIIIe siècle), la carte d'état-major (1820-1866) et les cartes ou photos aériennes de l'IGN pour la période actuelle (1950 à aujourd'hui).

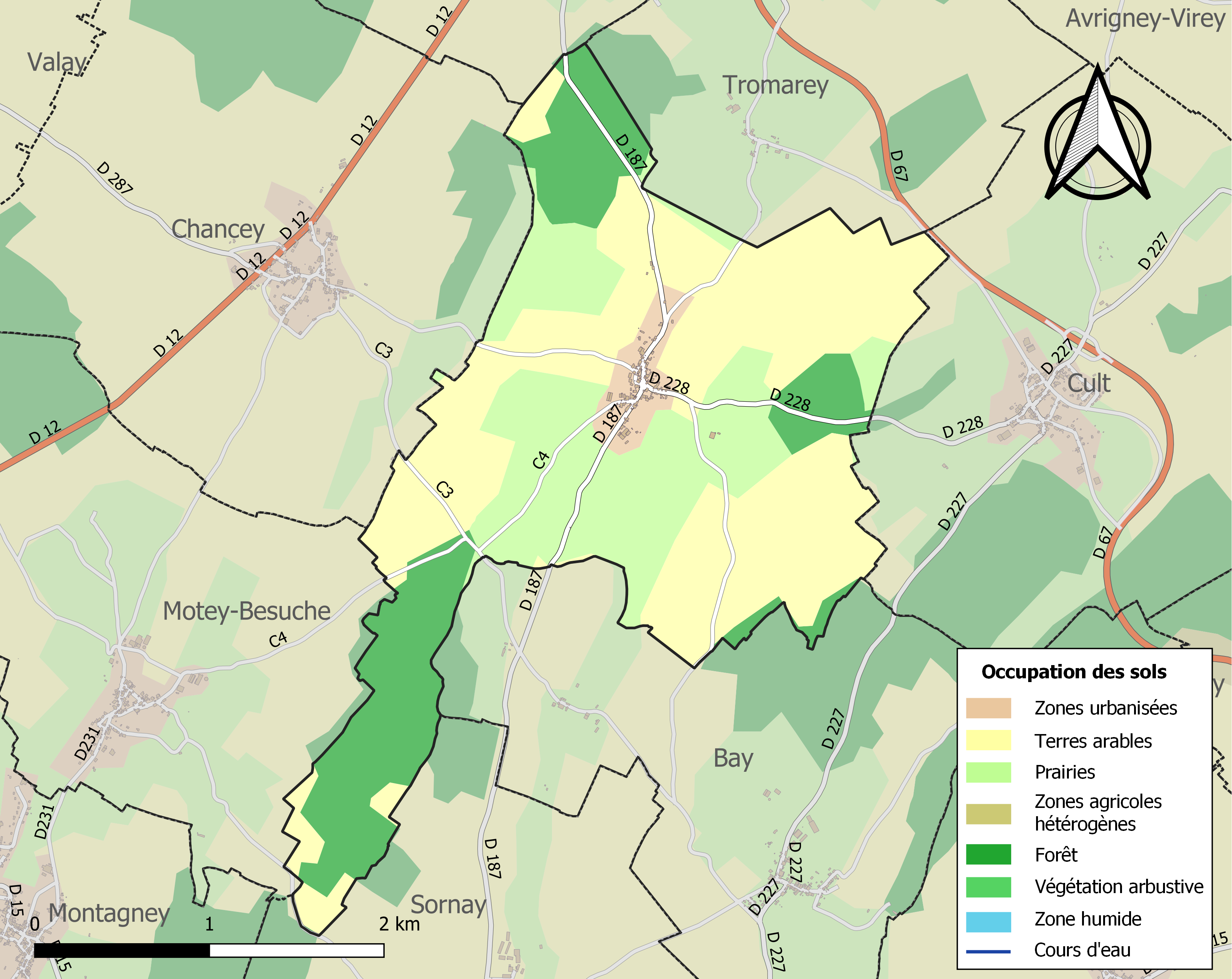
Carte des infrastructures et de l'occupation des sols de la commune en 2018 (CLC).

## Histoire
La commune a été marquée par la culture de la vigne, introduite  par les moines de l’abbaye de Corneux installées au hameau voisin de Magney dès le XIIe siècle. Le village comprenait une cinquantaine d'hectares de vignes au XIXe siècle.

## Politique et administration

Carte départementale représentant en rouge les communes de la communauté de communes du Val marnaysien de Haute-Saône et en marron celles du Doubs.

### Rattachements administratifs et électoraux
La commune fait partie de l'arrondissement de Vesoul du département de la Haute-Saône,  en région Bourgogne-Franche-Comté. Pour l'élection des députés, elle dépend de la première circonscription de la Haute-Saône.
Elle fait partie depuis 1826 du canton de Marnay. La composition de ce canton a été modifiée dans le cadre du redécoupage cantonal de 2014 en France

### Intercommunalité
La commune faisait partie de la communauté de communes de la vallée de l'Ognon créée le 19 décembre 2002. Celle-ci a fusionné avec d'autres pour former, le 1er janvier 2014 la communauté de communes du Val marnaysien, dont la commune est désormais membre.

### Liste des maires
| Période                                  | Période   | Identité             | Étiquette | Qualité |
| ---------------------------------------- | --------- | -------------------- | --------- | ------- |
| Les données manquantes sont à compléter. |           |                      |           |         |
| 1931                                     | 1953      | Paul Huot            |           |         |
| 1953                                     | 1959      | Ernest Faivre        |           |         |
| 1959                                     | 1989      | Paul Gardot          |           |         |
| 1989                                     | 2001      | Marie- Claire Lacour |           |         |
| mars 2001                                | mars 2008 | Hervé Knab           |           |         |
| mars 2008                                | 2014      | Serge Ballot         |           |         |
| 2014                                     | En cours  | Marie-Claire Lacour  |           |         |

## Démographie
En 2022, la commune de Hugier comptait 118 habitants. À partir du XXIe siècle, les recensements réels des communes de moins de 10 000 habitants ont lieu tous les cinq ans. Les autres « recensements » sont des estimations.
| 1793 | 1800 | 1806 | 1821 | 1831 | 1836 | 1841 | 1846 | 1851 |
| ---- | ---- | ---- | ---- | ---- | ---- | ---- | ---- | ---- |
| 320  | 314  | 306  | 280  | 302  | 328  | 297  | 279  | 283  |

| 1856 | 1861 | 1866 | 1872 | 1876 | 1881 | 1886 | 1891 | 1896 |
| ---- | ---- | ---- | ---- | ---- | ---- | ---- | ---- | ---- |
| 284  | 291  | 272  | 250  | 238  | 233  | 218  | 213  | 185  |

| 1901 | 1906 | 1911 | 1921 | 1926 | 1931 | 1936 | 1946 | 1954 |
| ---- | ---- | ---- | ---- | ---- | ---- | ---- | ---- | ---- |
| 189  | 176  | 177  | 151  | 140  | 122  | 111  | 98   | 104  |

| 1962 | 1968 | 1975 | 1982 | 1990 | 1999 | 2006 | 2011 | 2016 |
| ---- | ---- | ---- | ---- | ---- | ---- | ---- | ---- | ---- |
| 71   | 74   | 69   | 74   | 70   | 81   | 117  | 141  | 126  |

| 2021 | 2022 | - | - | - | - | - | - | - |
| ---- | ---- | - | - | - | - | - | - | - |
| 121  | 118  | - | - | - | - | - | - | - |

## Lieux et monuments

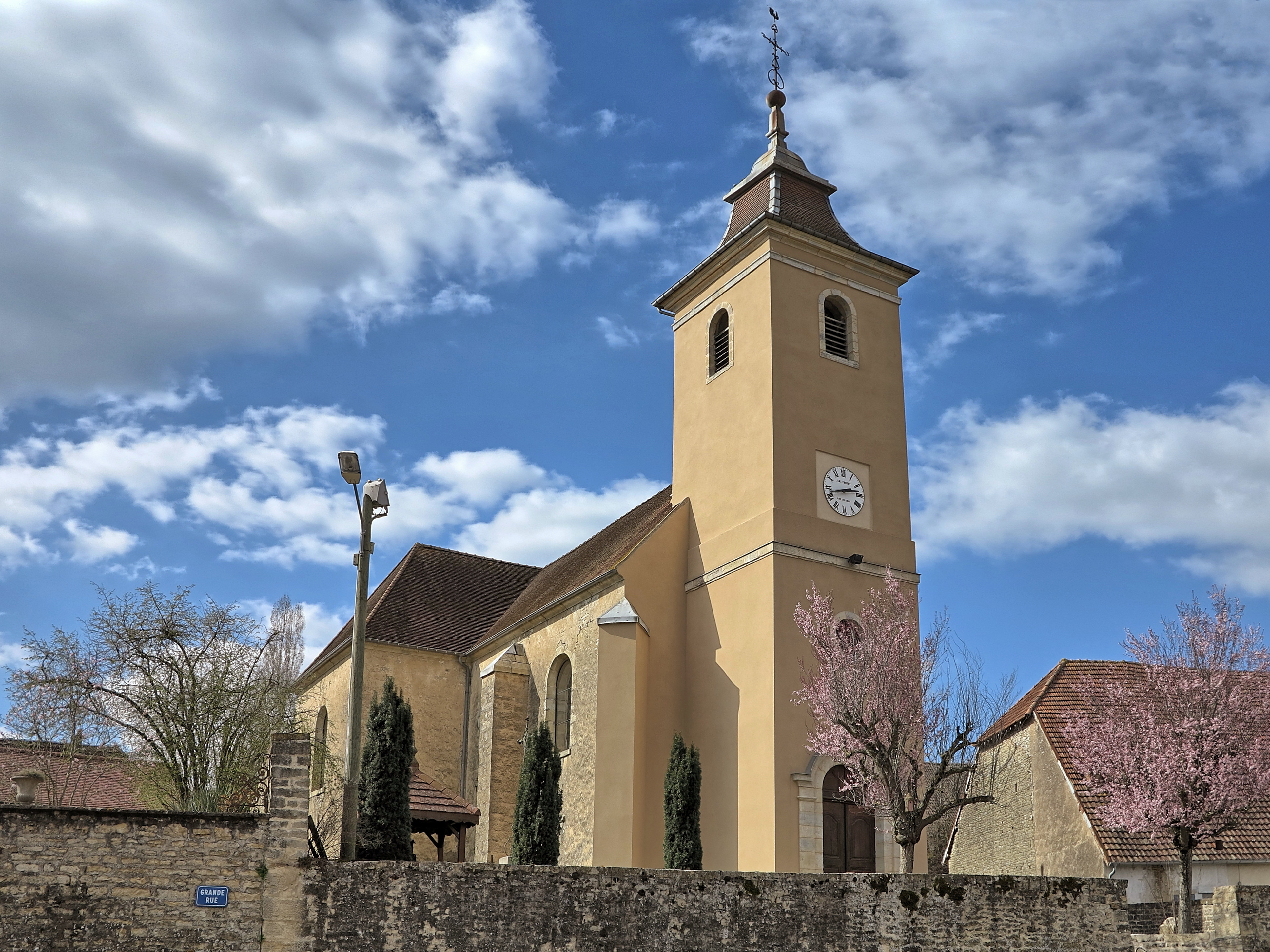
L'église Saint-Médard.

- Église paroissiale Saint-Médard construite au XVIIIe siècle d'après les plans de l'architecte François Ducy[18].
- Fontaine-lavoir présentant une construction dans l'axe avec le puisard, petit édicule ouvert au toit couvert de zinc surmonté d'une statue de la Vierge, le canal abreuvoir et le lavoir dont les entrées sont pratiquées en pignon façon Serlienne[19].